# Comune di Middelfart
Il comune di Middelfart è un comune della Danimarca situato sull'isola di Fionia nella regione della Danimarca Meridionale (Syddanmark).
Capoluogo e sede amministrativa è la città omonima.
Il comune è stato riformato in seguito alla riforma amministrativa del 1º gennaio 2007 accorpando i precedenti comuni di Ejby e Nørre Aaby.

## Centri abitati
I centri abitati principali del comune sono:
- Middelfart (16 528)
- Strib (5 204)
- Nørre Aaby (3 189)
- Ejby (2 152)